# イバン・ピリス
イバン・ロドリゴ・ピリス・レギサモン（Iván Rodrigo Piris Leguizamón, 1989年3月10日 - ）は、パラグアイ・中央県イタグア出身の同国代表サッカー選手。ニューウェルズ・オールドボーイズ所属。ポジションはDF。

## 経歴

### セロ・ポルテーニョ
6歳の時にラス・アギラス・ベルデスでキャリアを始めると、地元クラブである11エストレージャスへ加入。その後、リーガ・パラグアージャのセロ・ポルテーニョの下部組織に入団し、2008年10月19日のドセ・デ・オクトゥブレ戦でデビューした。同年にテレデポルテスのウェブサイト投票でリーグのニューカマーに選ばれた。
2011年コパ・リベルタドーレスのCSDコロコロ戦でプロ初ゴールを決めるなど準決勝進出に貢献した。同大会における活躍によりマンチェスター・ユナイテッドFCやボカ・ジュニアーズ、トッテナム・ホットスパーFC、SLベンフィカ、FCポルト、ボローニャFC、ウディネーゼ・カルチョが関心を寄せたが、最終的にブラジルの名門サンパウロFCに移籍金300万ユーロで加入した。（実際はイングランドの投資グループがピリスの保有権を300万ドル（470万ユーロ）で買い取ってサンパウロに2年間譲渡するという形で移籍がまとまった。）

### サンパウロ
7月15日に契約を交わしコパ・アメリカ2011終了後にチームメイトと合流すると発表した後、サンパウロの副会長は「ピリスは多くのポテンシャルを持つ若い選手だ。彼の加入は、間違いなく我々のチームのクオリティを上げるだろう」とクラブ公式HPに喜びを語った。CRヴァスコ・ダ・ガマ戦でデビューをし2-0で勝利するが、2試合目のECバイーア戦でボールのない所で相手を後ろから倒したためレッドカードを提示された。アウェーのセアラーSC戦で移籍後初ゴールを決めた。

### ローマ
2012年7月にセビージャFCへのレンタル移籍目前と報道されていたが、8月1日に買取オプション付きのレンタル料金70万ユーロでイタリアのASローマにサンパウロ（保有権はウルグアイのデポルティーボ・マルドナド）からレンタル移籍した。また、買い取る際には430万ユーロが発生する。シーズンを通してレギュラーとしてプレーしリーグ戦29試合に出場したがオプションは行使されなかった。翌シーズンはスポルティングCPへのローンとなったが、リーグ戦では6試合の出場に留まった。

### ウディネーゼ
2014年8月4日、ウディネーゼ・カルチョへローンで加入しイタリアへ復帰。アンドレア・ストラマッチョーニ監督の信頼を勝ち取り、リーグ戦31試合に出場する。シーズン終了後に買い取りオプションが行使された。

### メキシコ時代
2016年7月14日、リーガMXのCFモンテレイへ移籍することが発表された。2017-18シーズンは、同リーグのクラブ・レオンへローンで加入した。

## 代表
U-20代表時代は2009 南米ユース選手権で準優勝し、2009 FIFA U-20ワールドカップに4試合出場。A代表歴はなかったもののコパ・アメリカ2011のメンバーに選ばれ、7月3日のエクアドル戦でパラグアイ代表デビューをし、準決勝のベネズエラ戦と決勝のウルグアイ戦に出場した。

## タイトル
セロ・ポルテーニョ
- リーガ・パラグアージャ : 2009アペルトゥーラ